# Acanthoscurria geniculata
La taràntula de genolls blancs (Acanthoscurria geniculata) és una espècie d'aranya migalomorfa d'uns 8 cm i que pot aconseguir 20 cm de legspan (llarg comprès entre la primera pota d'un costat fins a la quarta pota del costat oposat). Al contrari de moltes altres taràntules terrestres, aquesta es veu acolorida a causa dels seus pèls blancs brillants al voltant de les articulacions de les seves cames. El seu cos és de color negre amb truges llargues de color vermell en l'opistosoma
Viu en el Nord del Brasil, en la pluviselva tropical. Habita en caus, però també sota roques i en troncs en descomposició. S'alimenta de gairebé tots els animals petits que estiguin en el seu hàbitat, com a grills i llagostes, o petits mamífers, com a ratolins.
La taràntula de genolls blancs és molt vinguda de gust com a mascota, a causa de la seva grandària i la seva coloració. Són lleugerament defensives, capaces de projectar cap a l'agressor les seves truges urticants, que en el cas de l'humà són alguna cosa irritants. Són fàcils de provocar, però afortunadament, atès que posseeixen truges urticants, mossegar no és típicament el seu primer acte de defensa. El seu verí no és mèdicament rellevant, però, per la seva grandària, el dany de la mossegada pot ser de consideració.